# Beechcraft Model 17 Staggerwing
Il Beechcraft Model 17 Staggerwing è un biplano statunitense con un'atipica un'ala a sfalsamento negativo  (l'ala inferiore è più in avanti rispetto alla ala superiore); il primo volo è stato effettuato il 4 novembre 1932.